# The Nash
The Nash («Нэш») — испанская музыкальная группа, исполняющая инди-рок. Основана в 1996 г. в городе Пальма-де-Майорка. В значительной степени следует традиции американского инди-рока, поскольку основатели группы, певец и гитарист Джон Тирадо и ударник Маукка Пальмио, начинали играть в Нью-Йорке и перебрались в Испанию после распада своего предыдущего проекта Mad Juana. Название группы было выбрано с тем расчётом, чтобы оно напоминало сразу о The Knack и The Clash.
В первые годы существования группы её популярность ограничивалась островом Майорка. 2000 год в истории группы ознаменовался всеиспанским турне совместно с американской группой Superchunk, выступлениями в финалах испанских конкурсов Imaginarock и Ciutat de L’Hospitalet, а также пятью концертами в престижных нью-йоркских клубах, в том числе CBGB’s и Continental Club.

## Дискография

### Синглы
| Год  | Название  |
| ---- | --------- |
| 2005 | Get It On |

### Альбомы
| Год  | Название           |
| ---- | ------------------ |
| 1997 | The Last Cigarette |
| 2001 | Amps On            |
| 2003 | Four Wheel Dynasty |
| 2007 | Kicks And Glory    |